# 처녀의 애정

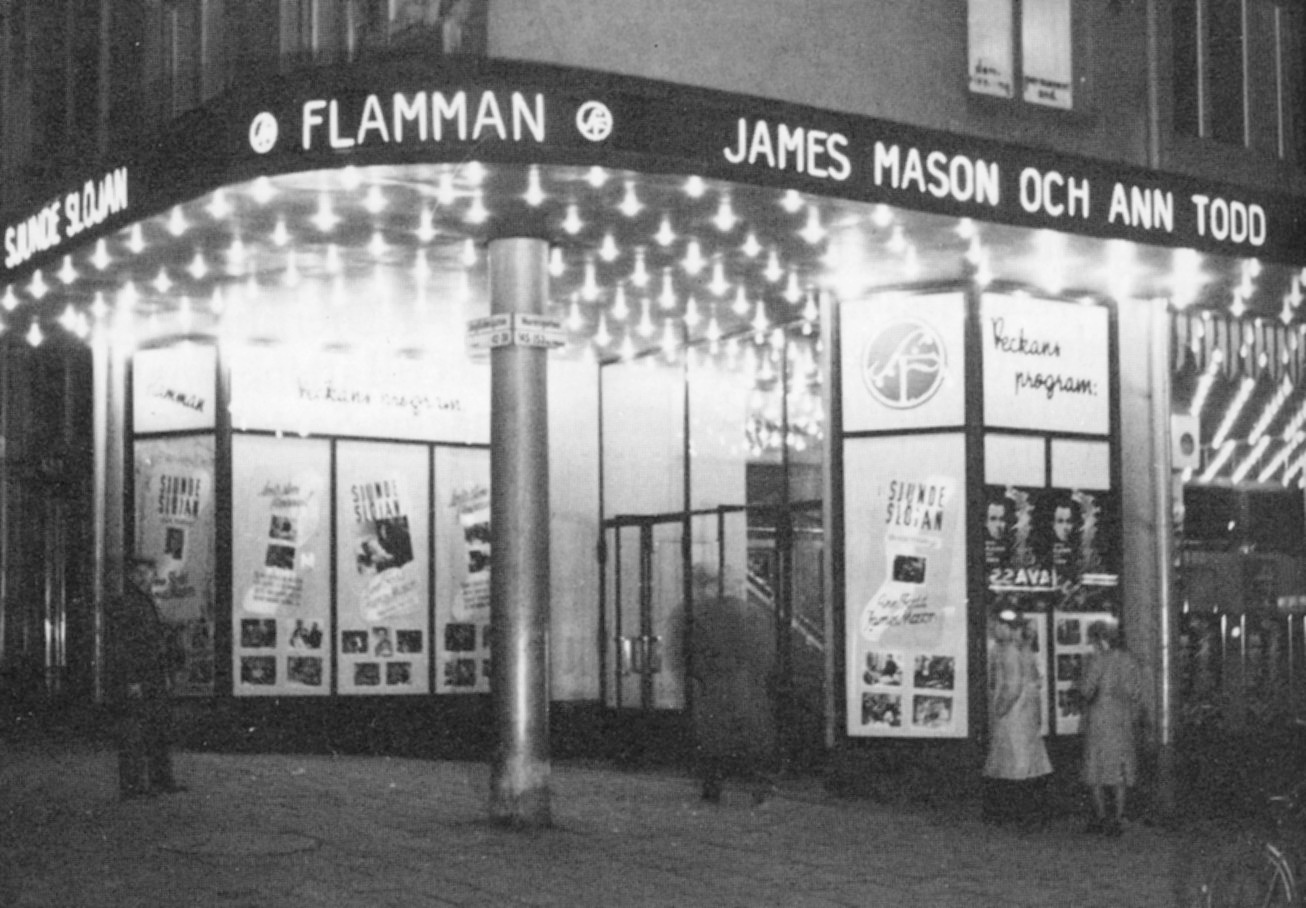
스톡홀름 영화관의 모습

《처녀의 애정》(The Seventh Veil)은 영국에서 제작된 콤프톤 베넷 감독의 1946년 드라마 영화이다. 제임스 메이슨 등이 주연으로 출연하였다.

## 출연

### 주연
- 제임스 메이슨
- 앤 토드

### 조연
- 허버트 롬
- 휴 맥더못
- 앨버트 라이븐

## 기타
- 미술: 제임스 A. 카터